# 松村雄策
松村 雄策 （まつむら ゆうさく、1951年4月12日 - 2022年3月12日）は、日本の音楽評論家、文筆家、歌手。
東京都大田区出身。1970年、東京都立桜町高等学校夜間部卒業。

## 経歴
- 1970年、ドアーズ、ジャックスらのレパートリーをコピーするアマチュアバンド「自滅回路」を結成。
- 1972年夏、渋谷陽一、岩谷宏、橘川幸夫らと、ロック雑誌『ロッキング・オン』を創刊。
- 1975年、インディーズという概念がなかった時代に、イターナウ（ETER NOW）名義で、自主制作カセットテープ『今がすべて』をリリース（プロデュース：岩谷宏／通販のみ）。
- 1978年、1stアルバム『夢のひと』（プロデュース：渋谷陽一）をリリースするも、渋谷のプロデュースに納得できず、2ndアルバム以降は、松村自身がセルフプロデュースしている。
  - ビートルズに強い影響を受け、彼らについて言及した文章が多い。また、レコードやコンサートの批評などで、主旨とまったく関係がないような事柄を大きく取り上げ、おもむろに結論に移るという独特の手法を使う。
  - 『ロッキング・オン』創刊時から渋谷陽一と「渋松対談」（後に「渋松対談Z」）を行っており、単行本化された。渋松対談では、もっぱら渋谷のボケに対して冷めたツッコミを入れる役。
- 1991年7月から1992年2月にかけて、作家小林信彦との間でビートルズ論争を行った。
- 2014年、元ジャックスの水橋春夫グループに参加。自作曲「黒い鳥」をレコーディング。
- 音楽月刊誌『rockin'on』2021年11月号のrockin'on reviewに、The Beatles「Still Alive And...」を寄稿し自身の近況について詳しく記載した。
- 2022年3月12日、肺がんのため死去[4][5]。70歳没。訃報は翌13日、rockin'on公式サイトで公表された[6]。

## ディスコグラフィー

### シングルEP
- 『あなたに沈みたい』（1978年、日本コロムビア）
- 『GREEN LIGHT』（1979年、日本コロムビア）
- 『PRIVATE EYE』（1979年、日本コロムビア）

### アルバム
- 『夢のひと』（1978年10月25日、日本コロムビア）プロデュース：渋谷陽一
- 『Private Eye』（1979年、日本コロムビア）
- 『Unfinishied Remembers』（1984年、徳間音工）

※上記アルバム3作を2007年8月22日にデジタルリマスター、紙ジャケ仕様で初CD化リリース
関連アルバム
- 『ETER NOW 今がすべて』（1975年12月、自主制作）

CD（2022年4月12日、メディコム・トイ)
- 『Beatle Jazz 2000-2006 Best of Best selected by Yusaku Matsumura』（2007年6月20日、ビデオアーツ・ミュージック）監修：松村雄策
- 『考える人』水橋春夫グループ（2015年1月7日、セシリア・ E）

## 主な連載
- ハウリングの音が聴こえる（1986年1月～1986年9月、マリ・クレール・ジャポン）
- 仕事を見にいく（1987年12月～1988年11月、思想の科学）
- 赤チン少年の黒板（1988年5月～1989年12月、すばる）
- 今どきの音楽物語（1988年7月、FMレコパル）
- COLUMN THE JIGSAW BED TIME DOING READING（1990年2月～1991年7月、月刊カドカワ）
- 多摩川ロードハウス・ブルース（1998年12月～2001年9月、ストレンジ・デイズ）
- 多摩川ロードハウス・ブルース・コスモス（2001年12月～2002年6月、ストレンジ・デイズ）
- レコード棚いっぱいの名盤から（2010年12月～2020年12月、ロッキング・オン）
- ハウリングの音が聴こえる（2014年4月～2018年3月、小説すばる）

## 著書
- 『アビイ・ロードからの裏通り』（1981年11月、ロッキング・オン）

文庫版（1988年12月、ちくま文庫）ISBN 4-480-02284-8
- 『岩石生活入門』（1983年7月 ロッキング・オン）

文庫版（1989年12月、ちくま文庫）ISBN 4-480-02360-7
- 『苺畑の午前五時』（1987年3月、筑摩書房）ISBN 4-480-80264-9

文庫版（1991年9月、ちくま文庫）ISBN 4-480-02563-4
文庫版（2012年10月、小学館文庫）ISBN 978-4-09-408761-1
- 『リザード・キングの墓』（1989年2月、ロッキング・オン）ISBN 4-947599-15-4

文庫版（1993年8月、角川文庫）ISBN 4-04-189801-3
- 『悲しい生活』（1994年8月、ロッキング・オン）ISBN 4-947599-27-8
- 『それがどうした風が吹く』（2000年11月、二見書房）ISBN 4-576-00691-6
- 『ビートルズは眠らない』（2003年11月、ロッキング・オン）ISBN 4-947599-89-8

文庫版（2017年1月、小学館文庫）ISBN 978-4-09-406388-2
- 『ウィズ・ザ・ビートルズ』（2012年10月、小学館）ISBN 978-4-09-388270-5

文庫版（2015年1月、小学館文庫）ISBN 978-4-09-406117-8
- 『僕を作った66枚のレコード』（2017年5月、小学館）ISBN 978-4-09-388516-4
- 『僕の樹には誰もいない』 (2022年10月、河出書房新社）ISBN 978-4-309-03077-7
- 『ハウリングの音が聴こえる』(2024年3月、河出書房新社）ISBN 978-4-309-03180-4

### 共著・監修
- 『定本渋松対談』渋谷陽一対談（1986年、ロッキング・オン）
- 『プロレス狂宣言―涙と歓びのリングベル プロレス狂読本2』共著（1992年11月、ビー・エヌ・エヌ）ISBN 4-89369-212-7
- 『40過ぎてからのロック』渋谷陽一対談（1995年12月、ロッキング・オン）ISBN 4-947599-37-5
- 『ロック大教典』渋谷陽一共著（1997年12月、ロッキング・オン）ISBN 4-947599-53-7
- 『渋松対談Z』（2002年11月、ロッキング・オン）ISBN 4-86052-010-6
- 『定本渋松対談 新装版』渋谷陽一対談（2002年11月、ロッキング・オン）ISBN 4-86052-011-4
- 『R&BコンプリートCDガイド ―ブルース・ロック・ヒップホップ・J‐POP』編（2004年12月、朝日文庫）ISBN 4-02-261456-0
- 『渋松対談 赤盤』渋谷陽一対談（2011年11月、ロッキング・オン）ISBN 978-4-86052-099-1
- 『渋松対談 青盤』渋谷陽一対談（2011年11月、ロッキング・オン）ISBN 978-4-86052-100-4

### 翻訳
- 『ポール・マッカートニー ―メニー・イヤーズ・フロム・ナウ』バリー・マイルズ著／竹林正子訳（1998年12月、ロッキング・オン）監修 ISBN 4-947599-61-8
- 『イマジン 〜ジョン&ヨーコ〜』 ジョン・レノン, オノ・ヨーコ著／川岸史, 岩井木綿子訳（2018年11月、ヤマハミュージックメディア）日本版監修 ISBN 978-4-636-95893-5